# Hakea subsulcata
Hakea subsulcata är en tvåhjärtbladig växtart som beskrevs av Meissn.. Hakea subsulcata ingår i släktet Hakea och familjen Proteaceae. Inga underarter finns listade i Catalogue of Life.